# Ford GT
La Ford GT è un'automobile ad alte prestazioni prodotta dalla casa automobilistica statunitense Ford dal 2004 al 2006.

## Storia e contesto

### Sviluppo

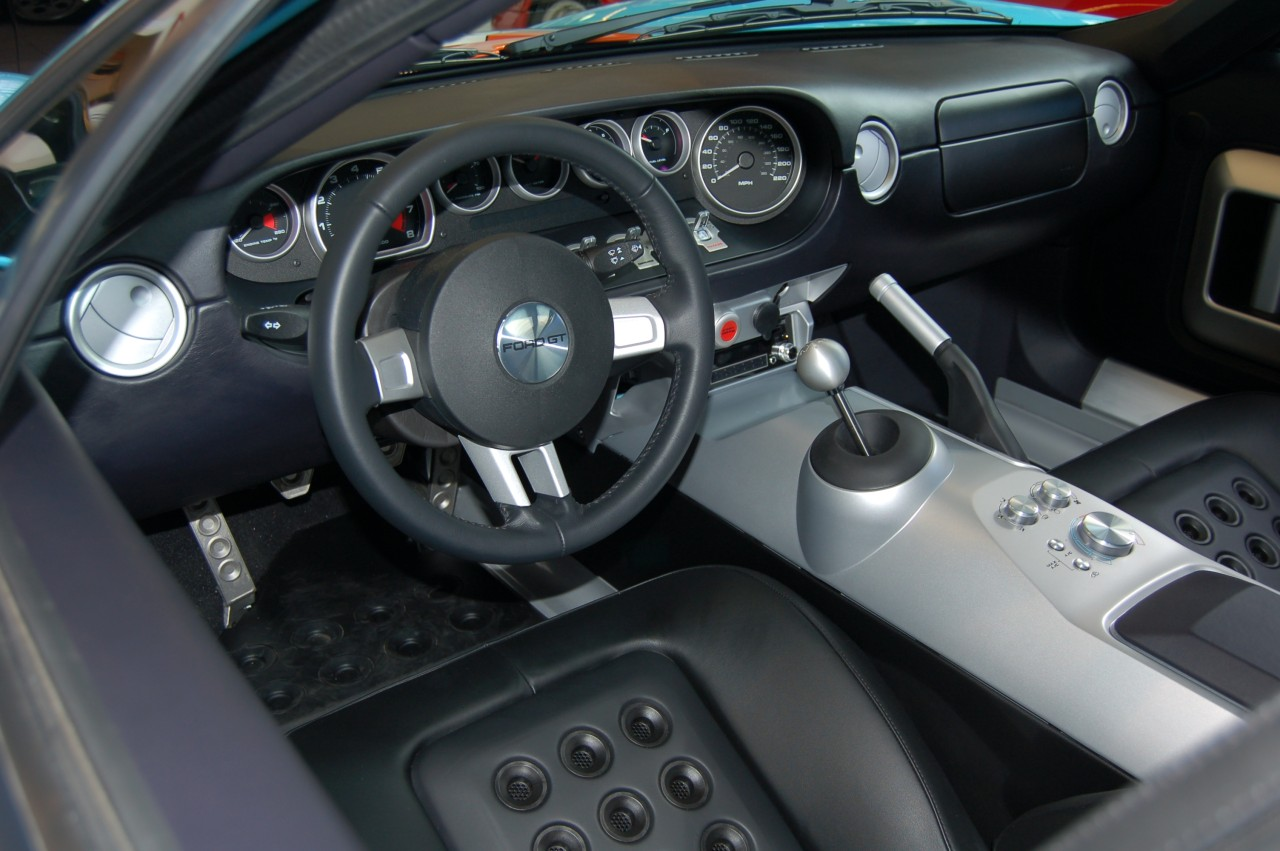
Interni

Al Salone dell'automobile di Detroit del 1995, venne mostrata la concept car Ford GT90, mentre al salone del 2002 fu la volta della nuova GT40 Concept. La Ford GT è di forma simile all'originale Ford GT40 da competizione, ma è più alta di 76 mm e più larga, per questo si pensò di chiamarla Ford GT43. Altri tre prototipi vennero mostrati nel 2003 per il centenario della casa, mentre la produzione di serie iniziò verso la fine del 2004.
Una compagnia inglese, la Safir Engineering, negli anni ottanta continuava la costruzione delle GT40 perché deteneva i diritti sul marchio e sul progetto, ma quando decisero di terminare la produzione, vendettero tutto a una piccola compagnia dell'Ohio chiamata Safir GT40 Spares. Quest'ultima diede la licenza alla Ford per chiamare il prototipo del 2002 GT40, ma quando la Ford decise di produrre il veicolo in serie, le trattative tra le due aziende fallirono, e la nuova Ford GT non poté chiamarsi GT40.
La produzione, iniziata nel 2004, è cessata nell'ultimo trimestre del 2006 con una produzione totale di poco più di 4.000 esemplari.

### Vendita
I primi clienti poterono toccare l'autovettura nell'agosto 2004. La GT venne assemblata e dipinta nello stabilimento Saleen di Troy nel Michigan, mentre il motore veniva costruito in quello Ford di Romeo, sempre nel Michigan. L'installazione del motore, della trasmissione e degli interni fu opera dello stabilimento Ford di Wixom.
Delle 4500 GT pianificate, solo 100 vennero esportate in Europa a partire dalla fine del 2005. Altre 200 furono destinate al Canada. Quando la produzione terminò nel 2006, erano state prodotte meno di 4500 unità. Approssimativamente 550 furono costruite nel 2004, circa 1900 nel 2005 e oltre 1600 nel 2006, per un totale di 4038 vetture. Le ultime 11 in costruzione vennero disassemblate e i loro componenti venduti come pezzi di ricambio.
Come ogni veicolo esclusivo, gli ordini iniziali furono abbondanti e la vettura venne inizialmente venduta a un prezzo elevato. Il primo acquirente fu il dirigente della Microsoft Jon Shirley, il quale ricevette la sua Ford GT colore Midnight Blue nel 2005. Shirley aveva acquisito la possibilità di comprare la prima produzione della Ford GT (chassis #10) ad un'asta di beneficenza al concorso d'eleganza di Pebble Beach per 557.000 dollari.
Anche altre prime versioni della GT vennero acquistate per 100.000 dollari oltre il prezzo di listino di 203.599 dollari. Gli optional disponibili consistevano in un sistema audio McIntosh, strisce racing e cerchi in lega al prezzo di $ 13.500. Dal giugno 2005, il prezzo di listino diminuì di $ 10.000 e poi di altri $ 20.000. Nell'agosto 2005 molte GT vennero vendute su eBay a un prezzo non superiore a quello di listino. Le vendite della GT continuarono fino al 2007, a causa delle auto rimanenti in magazzino e dai rivenditori.

### Caratteristiche tecniche

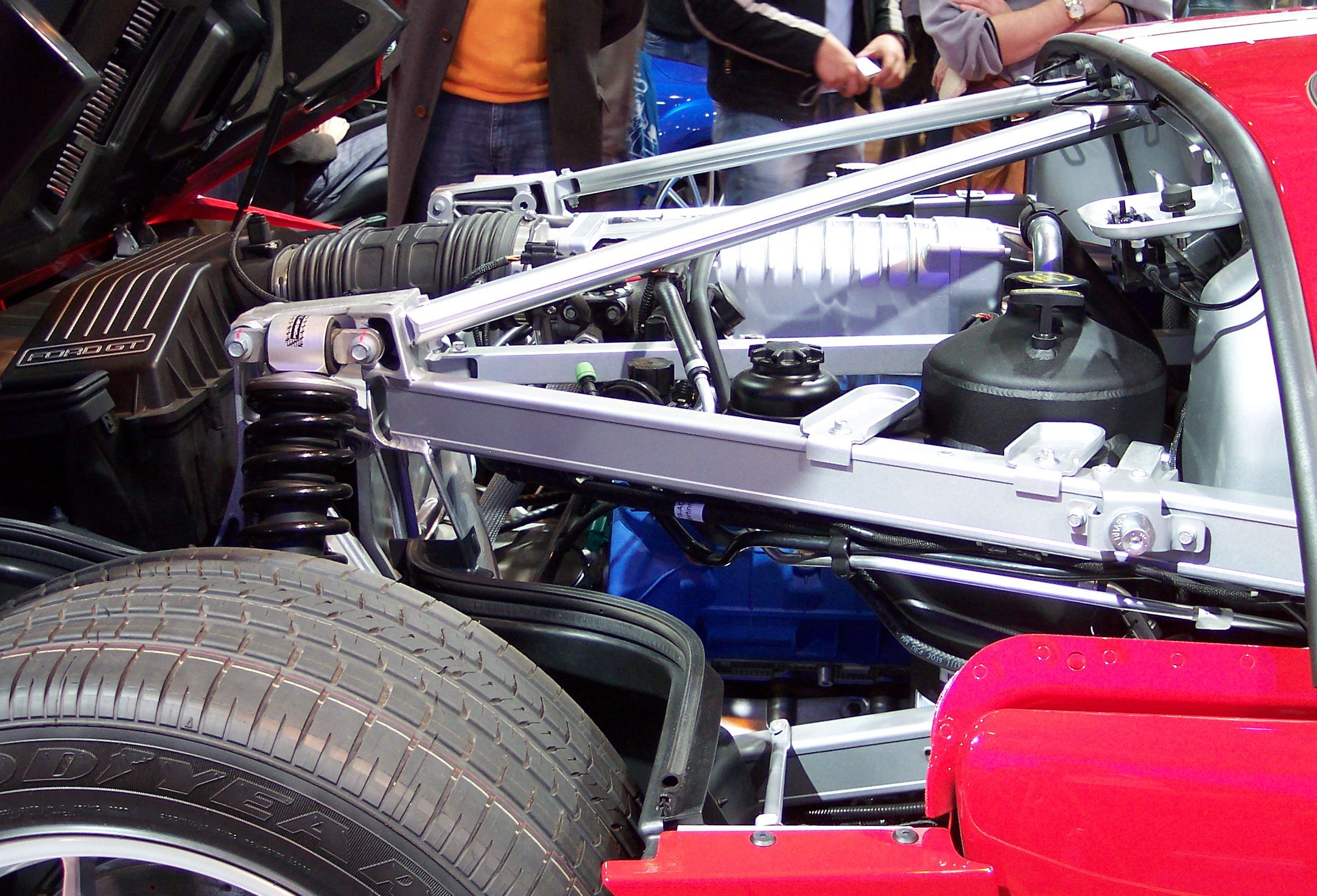
Il motore

La Ford GT possedeva molte caratteristiche tipiche delle vetture più sportive, come la carrozzeria in alluminio, pannelli inferiori del telaio incollati a freddo, il tunnel centrale saldato con una innovativa procedura, un particolare serbatoio, un sistema di rifornimento della benzina senza tappo, portiere monoblocco e un motore in alluminio coperto da un pannello in fibra di carbonio. I freni ventilati Brembo avevano le pinze in alluminio. Il motore V8 di 5,4 litri di cilindrata era sovralimentato con un compressore volumetrico: erogava 550 CV di potenza massima e 680 Nm di coppia massima, mentre la presenza di un sistema di lubrificazione a carter secco permetteva al motore di essere collocato molto in basso. La trasmissione manuale a sei o automatico quattro rapporti venne abbinata a un differenziale a slittamento limitato.

## Dati tecnici
- Motore: 5,4 litri V8 con compressore volumetrico;
- Potenza: 410 kW, 558 CV;
- Coppia: 678 Nm;
- Velocità massima: 330 km/h;
- Accelerazione 0-100 km/h in 3,3 secondi.

## Versioni speciali

### Ford GTX1

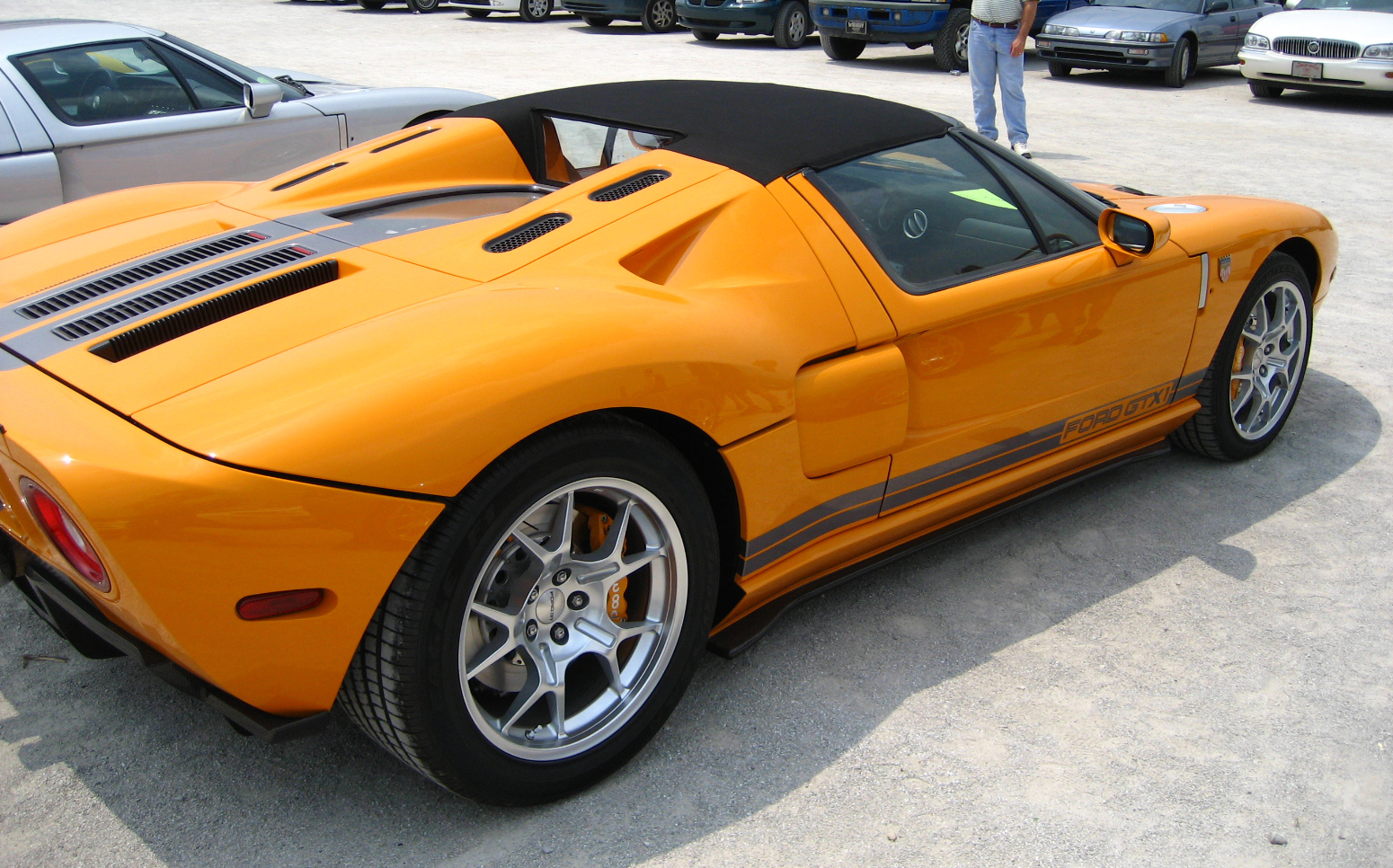
Il Prototipo GTX1 #001

Il prototipo GTX1 #001 venne presentato nel novembre 2005 al salone di Las Vegas. Era la versione roadster della Ford GT. A partire dal 2005, la conversione a questa tipologia di vettura poteva essere effettuata pagando la cifra di $ 38.000 oltre il prezzo di partenza della GT tradizionale. Il prototipo includeva miglioramenti alle sospensioni, freni, aerodinamica e un aumento della potenza a 707 CV.

### Ford GT Heritage Limited Edition

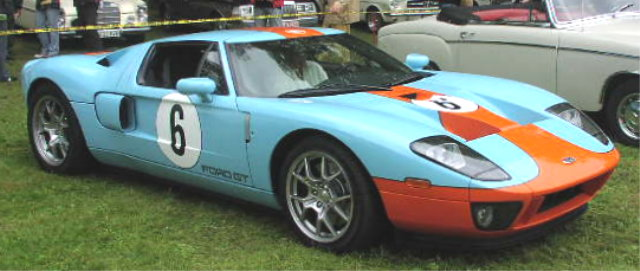
Una Ford GT Heritage

Nel 2006 la Ford ha presentato una versione limitata della GT, la Heritage. Meccanicamente identica alla versione di serie, presenta una carrozzeria con una colorazione celeste e arancio, mentre i cerchi ruote sono bianchi. Questa livrea commemorativa è ispirata alle Ford GT40 della squadra John Wyer Automotive Engineering sponsorizzate Gulf Oil Corporation, vincitrici della 24 Ore di Le Mans 1968 e 1969.

### Ford GT Performance Power Racing
Il 16 ottobre 2012 è stato battuto il primato Guinness dell'auto da strada più veloce del mondo – appartenente fino a poco prima alla Koenigsegg Agera R con 440 km/h – dalla Ford GT Performance Power Racing, auto creata appositamente per l'occasione dalla PPR e dalla Ford, che ha raggiunto la velocità di 283 mph (456 km/h). La vettura nella forma base costa circa $ 600.000 invece con tutte le modifiche apportate per raggiungere le prestazioni della Record Car costerebbe circa $ 1.000.000.

## Competizioni

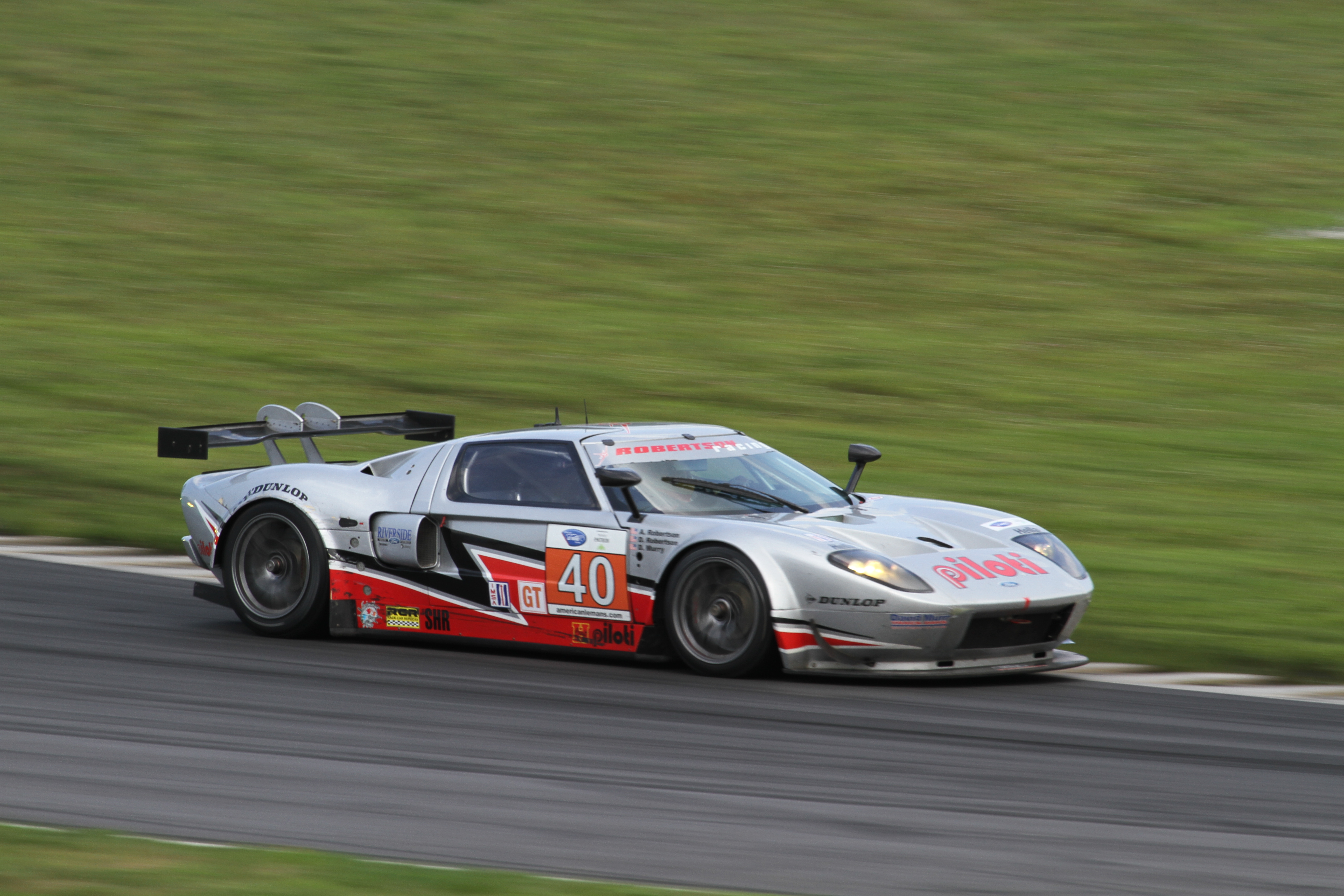
La Ford GT impiegata per la GT2

Contrariamente alla vettura che l'ha ispirata, la Ford GT non è stata concepita appositamente per le competizioni e risultava utilizzata solamente in alcune gare giapponesi. In ambito internazionale, nel 2008 nell'American Le Mans Series è stata utilizzata da alcuni team in configurazione GT2, con il coinvolgimento della società svizzera Matech Racing, si è deciso di iscriverla ad alcuni campionati riservati alle vetture GT. a partire dal 2007 infatti, la Ford GT partecipa al FIA GT3 European Championship. Dal 2010 l'auto prende parte inoltre al nuovo campionato mondiale GT1, il FIA GT1 World Championship. La vettura svizzero-americana aveva già gareggiato nel 2009 in configurazione GT1 2010. La vettura ha disputato anche la 24 Ore di Le Mans 2010 con 3 esemplari iscritti in classe LM GT1 e nel 2011 con un esemplare in configurazione LM GTE Am.